# Hans Wagner (Politiker, 1915)

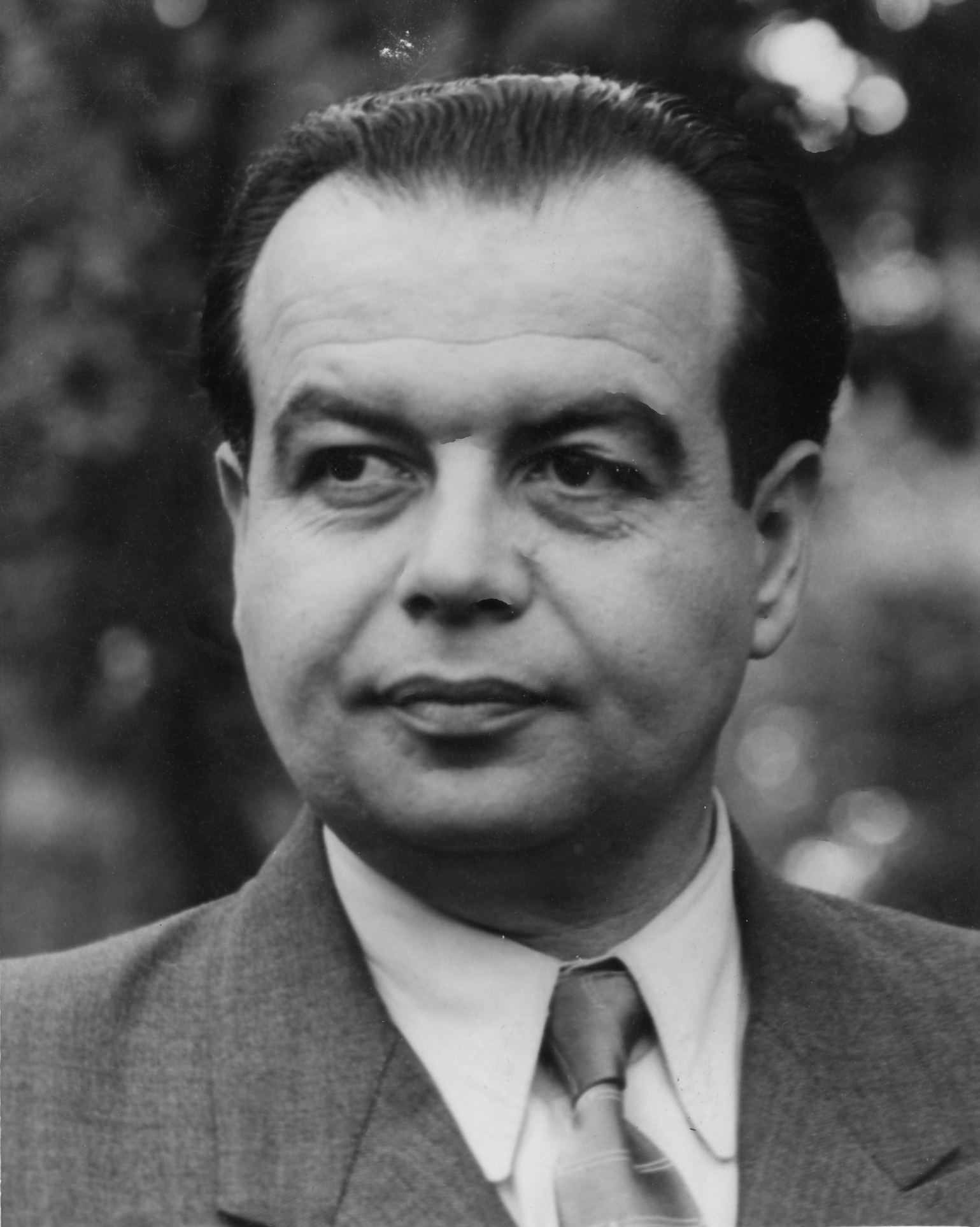
Hans Wagner (ca. 1970)

Hans Wagner (* 5. Mai 1915 in Nieder-Liebersbach (Odenwald), heute ein Ortsteil von Birkenau in Hessen; † 13. Februar 1996 in Heppenheim/Bergstraße) war ein hessischer Politiker (CDU). Er war unter anderem Regierungsdirektor und Mitglied des hessischen Landtags.

## Leben
Hans Wagner besuchte das Gymnasium, absolvierte das Abitur in Bensheim ab und studierte Altphilologie (Alte Sprachen), Geschichte und Archäologie in Heidelberg und Berlin. Bis 1933 gehörte er dem Windthorstbund und der Kolpingfamilie an. Zwischenzeitlich war Wagner Mitglied in der Sturmabteilung geworden, trat aus dieser aber 1935 auf eigenen Antrag hin wieder aus. Das Studium schloss er 1937 mit dem Staatsexamen ab. 1938 wurde er zum Dr. phil. (Doktor der Philosophie) promoviert. Er war nach dem Kriegsdienst, von Beruf Lehrer von 1945 bis 1966 im Schuldienst am Gymnasium in Viernheim, zuletzt als Oberstudiendirektor, tätig. Er war nach 1945 Mitglied der CDU. Er war Mitbegründer der Jungen Union und mehrere Jahre deren stellvertretender Vorsitzender. Wagner gehörte von 1950 bis 1982 dem hessischen Landtag an, war von 1958 bis 1966 stellvertretender und von 1966 bis 1970 und 1972 bis 1974 Landesvorsitzender der CDU-Fraktion. 1966 war er zudem Mitglied des Bundesparteiausschusses. Er war von 1970 bis 1972 Erster Landtagsvizepräsident und, nachdem die CDU bei der Landtagswahl vom 27. Oktober 1974 erstmals stärkste Partei im Hessischen Landtag geworden war, der erste von der CDU gestellte Landtagspräsident. Er hatte dieses Amt bis zu seinem Ausscheiden aus der Politik im Jahre 1982 inne.
Hans Wagner gehörte der 3., 5., 6., 7, und 8. Bundesversammlung an.
Wagner war Mitglied der katholischen Studentenverbindung K.St.V. Ripuaria Heidelberg.

## Familie
Hans Wagner wurde als Sohn von Katharina Wagner, geborene Arnold, und des Volksschullehrers Nikolaus Wagner geboren. Er war katholisch, ab 1945 mit Maria Wagner, geborene Schulz, verheiratet und hatte fünf Kinder (Klaus, Thomas, Angelika, Andreas und Clemens). Er lebte seit den 1920er Jahren in Heppenheim/Bergstraße. Seine politischen Überzeugungen waren von christlichen Werten und dem römisch-katholischen Glauben geprägt.
Sein Bruder, Otto Wagner (1913–2009), war Verfolgter des NS-Regimes, Kommunalpolitiker im Landkreis Bergstraße und von 1949 bis 1989 Vorsitzender des Bezirks Südhessen des CDU Hessen.

## Ehrungen
- 1973: Verdienstkreuz 1. Klasse der Bundesrepublik Deutschland[2]
- 1975: Wilhelm-Leuschner-Medaille des Landes Hessen
- 1978: Großes Verdienstkreuz mit Stern und Schulterband des Verdienstordens der Bundesrepublik Deutschland
- 1982: Großkreuz des Verdienstordens der Bundesrepublik Deutschland
- 1982: Medaille der Europa-Union